# Theophil Stengel
Karl Theophil Stengel (* 12. Juli 1905 in Bodersweier; † 9. Oktober 1995 in Brühl (Baden)) war ein deutscher Chorleiter, Komponist und nationalsozialistischer Musikwissenschaftler.

## Leben
Stengel war der Sohn eines Pfarrers. Nach einem musikwissenschaftlichen Studium promovierte er mit einer Dissertation unter dem  Titel Die Entwicklung des Klavierkonzerts von Liszt bis zur Gegenwart. Am 6. November 1931 trat er in die NSDAP ein (Mitgliedsnummer 738.803).
In der Zeit des Nationalsozialismus war er ab 1935 Mitglied der Reichsmusikkammer in der Fachschaft Musikerziehung. Zunächst arbeitete er in der Rechtsabteilung, später war er Referent für Abstammungsnachweise nach den Nürnberger Rassegesetzen und damit einer der Hauptverantwortlichen für die Berufsverbote.
Stengel wurde hauptsächlich bekannt als Co-Autor des rassistischen Lexikons der Juden in der Musik zur „Ausmerzung alles Fremdländischen“, das er zusammen mit Herbert Gerigk herausgab. Nach Angaben Gerigks hatte Stengel das meiste dazu beigetragen. Das Nachschlagewerk sollte Veranstalter von der „versehentlichen“ Aufführung von Werken „jüdischer“ und „halbjüdischer“ Komponisten abhalten, alle jüdischen Musikausübenden erfassen, hauptsächlich aber fest in der deutschen Musiktradition stehende Komponisten wie etwa Felix Mendelssohn Bartholdy und Gustav Mahler durch Lügen und bewusst falsche Quellenauslegung diffamieren und abwerten. Schon kurz nach dem Anschluss Österreichs am 13. März 1938 hatte Stengel in der Presse auf die „Verjudete Wiener Musik“ hingewiesen und Arnold Schönberg als „Musikscharlatan […], der jüdischerseits oft als der Repräsentant der modernen Musik bezeichnet worden ist“, verunglimpft.
Im Zweiten Weltkrieg gehörte Stengel von 1941 bis 1944 verschiedenen Einheiten der Sicherungstruppen der Feldgendarmerie-Ersatzabteilung der Wehrmacht an, wobei er vom 1. November 1942 bis Mai 1943 im Ghetto Litzmannstadt stationiert war. Daneben schrieb er weiterhin für nationalsozialistische Musikzeitschriften, beispielsweise im August 1942 über Die Juden in der Musik in der Zeitschrift Die Volksmusik: „Obwohl […] seitens der zuständigen Stellen immer und immer wieder auf die allgemeine zersetzende Gefahr des Judentums hingewiesen wird und zudem feststeht, daß der Krieg, den das nationalsozialistische Deutschland jetzt um seinen Bestand führt, von dem Weltjudentum heraufbeschworen ist, kann man zuweilen die Beobachtung machen, daß eine restlose Ausmerzung der jüdischen Musik immer noch nicht erfolgt ist“.
1944 war Stengel als Unteroffizier der Feldgendarmerie (WASt) in Griechenland.
Nach dem Ende des Zweiten Weltkriegs war Stengel 1946 kurz in US-Internierung. Über seine Entnazifizierung ist nichts bekannt. Anschließend wurde er Musiklehrer und zog nach Heiligkreuzsteinach. Er starb 1995 in Brühl.